# NGC 2852
NGC 2852 is een balkspiraalstelsel in het sterrenbeeld Lynx. Het hemelobject werd op 18 maart 1787 ontdekt door de Duits-Britse astronoom William Herschel.

## Synoniemen
- UGC 4986
- MCG 7-19-65
- ZWG 209.59
- KCPG 199A
- NPM1G +40.0185
- PGC 26571